# Ірлін Фовлер
Ірлін Фовлер (англ. Earlene Fowler) — американська письменниця детективного жанру, авторка ряду романів, дія яких відбувається у вигаданому каліфорнійському місті Сан-Селіна.

## Біографія
Вона писала літературну та комерційну коротку прозу протягом десяти років без успіху у видавництві, коли вирішила змінити напрямок та написати детективний роман.
Фовлер виросла в Ла-Пуенте, штат Каліфорнія, в сім'ї, де мати мала південне коріння, а батько — західне. Ірлін — пристрасна любителька ковдр, народного мистецтва, коней, усної історії, ковбойських чобіт (у неї 25 пар), узбережжя Центральної Каліфорнії та музики кантрі/вестерн. Тому, ймовірно, в її серії романів про Бенні Гарпера представлені ковдри, коні, жінки з вишуканими розмовами, ковбої та сексуальний латиноамериканський поліцейський.
Ірлін писала оповідання більше десяти років до того, як був опублікований її перший роман. Заняття з письма в коледжі Оранж Кост у Коста-Месі, Каліфорнія, призвели до подання її першої книги до видавця. Перший роман Ірлін «Головоломка дурня» і два продовження були продані протягом тижня після подання у видавничу групу «Putnam-Berkley» як одне з трьох головних назв для їхньої нової твердої обкладинки «Prime Crime Line».
У Ірлін є три мейнстримні романи: «Милосердя кохання», «Дружина сідляра» та «Дорога в долину Кардинала».
Головний герой, Бенні Гарпер, куратор музею народного мистецтва, займає важливе місце в багатьох сюжетних лініях. Ірлін написала 15 книг із серії про Бенні Гарпера. Шоста книга «Компас моряка» отримала премію Агати за найкращий роман у 1999 році. Кожна книга серії отримала назву традиційного візерунка стьоганого покривала-мотіва. Повторювані персонажі цих романів: начальник поліції Гейб Ортіс, подруга Бенні Ельвія Арагон, бабуся Дав, тітка Гарнет і двоюрідний брат Еморі.
Сан-Селіна — це вигадана і дещо змінена версія Сан-Луїс-Обіспо, Каліфорнія. Романи містять згадки про багато місцевих пам'яток і впізнаваних місць з усього округу Сан-Луїс-Обіспо, хоча багато назв було дещо змінено. Назва «Сан- Селіна» є неправильною іспанською мовою (неналежне гендерне узгодження) і мала на увазі жарт, але тепер це рішення, про яке автор шкодує через велику кількість листів, які вона отримує про це.
У листопаді 2004 року вийшла книга «Альбом Квілту Бенні Гарпера». У цій книзі, написаній у співавторстві з Маргріт Голл, описані моделі ковдр, натхненні ранніми книгами серії. Книга містить фотографії та нові історії, щоб заповнити деякі відсутні деталі сюжету із серії книг.

## Твори

### Серія Бенні Гарпера
- Fool's Puzzle (Головоломка дурня) (1994)
- Irish Chain (Ірландський ланцюг) (1995)
- Kansas Troubles (Проблеми Канзасу) (1996)
- Goose in the Pond (Гусак у ставку) (1997)
- Dove in the Window (Голуб у вікні) (1998)
- Mariner's Compass (Компас моряка) (1999) (отримав премію Агати)
- Seven Sisters (Сім сестер) (2000)
- Arkansas Traveler (Арканзаський мандрівник) (2001)
- Steps to the Altar (Сходинки до вівтаря) (2002)
- Sunshine and Shadow (Сонячне світло і тінь) (2003)
- Broken Dishes (Розбитий посуд) (2004)
- Delectable Mountains (Чудові гори) (2005)
- Tumbling Blocks (Камені спотикання) (2007)
- State Fair (Державний ярмарок) (2010)
- Spider Web (Павутина) (2011)

### Серія Рубі Макгевін
- The Saddlemaker's Wife (Дружина сідельника) (2006)
- The Road to Cardinal Valley (Дорога до Кардинал-Веллі) (2011)

### Інші твори
- Love Mercy (Любов милосердя) (2009)